# Linton Calmroth
Linton Leonard Martin Calmroth (* 12. Oktober 2000 in Stockholm) ist ein schwedischer Schauspieler und Sänger.

## Leben und Karriere
Calmroth wurde am 12. Oktober 2000 in Stockholm geboren. Sein Bruder Isac Calmroth ist ebenfalls Schauspieler. Er war früher zusammen mit Lance Hedman Graaf Teil des Duos Lance & Linton. 2019 unterzeichneten sie einen Plattenvertrag mit Universal Music. Als Hedman Graaf eine Solokarriere verfolgte, konzentrierte sich Calmroth auf die Schauspielerei.
Sein Debüt gab er im selben Jahr in der Fernsehserie Lance vs Livet. Anschließend war er 2022 in En mot en zu sehen. 2023 wurde er für die Serie Limbo gecastet.

## Filmografie
Serien
- 2019: Lance vs Livet
- 2022: En mot en
- 2023: Limbo